# Veles (ciudad)
Veles ([ˈvɛlɛs]ⓘ macedonio: Велес; turco: Köprülü; griego: Βελεσά · Velesa) es una ciudad situada en el centro de Macedonia del Norte a orillas del Vardar.

## Epónimo
La ciudad recibe el nombre del dios eslavo Veles. Después de la Segunda Guerra Mundial la ciudad paso a llamarse como Titov Veles en honor al presidente yugoslavo Josip Broz Tito, pero el Titov fue eliminado tras la independencia de la actual Macedonia del Norte.

## Historia
La población actual desciende de un pueblo que ha estado residiendo en la ciudad durante milenios. Aunque Veles solo tuvo una población considerable cuando fue habitada por los peonios, ya que la convirtieron en su capital llamándola Bylazora.
Veles alcanzó notoriedad a finales de 2016, cuando se reveló que aproximadamente 7 organizaciones de noticias falsas diferentes estaban empleando a cientos de adolescentes para producir y plagiar rápidamente historias sensacionalistas para diferentes compañías y partidos con sede en Estados Unidos. Muchas historias de noticias falsas a favor de Donald Trump (candidato republicano a las elecciones presidenciales estadounidenses de ese año, y eventual ganador) provenían de allí.

## Características
Veles es una ciudad de poesía, cultura, historia y tradición, así como una ciudad con patrimonio cultural abundante y viejas iglesias centenarias.

## Demografía
| Gráfica de evolución de Veles entre 1948 y 2016 |
|                                                 |

## Ciudades hermanadas
- Slobozia - Rumanía
- Pula - Croacia